# 欧州のための憲法を制定する条約
欧州のための憲法を制定する条約（おうしゅうのためのけんぽうをせいていするじょうやく、英語:Treaty establishing a Constitution for Europe(TCE)、通称:欧州憲法または憲法条約）は、欧州連合の統合憲法を制定することを目的とした未批准の国際条約である。この条約は、既存の欧州連合条約を単一の文書に置き換え、基本権憲章に法的効力を与え、従来は加盟国間の全会一致で決定されていた政策分野にも特定多数決を拡大するものであった。
この条約は、2004年10月29日に当時の欧州連合加盟国25カ国の代表者によって署名された。その後、18カ国が批准し、スペインとルクセンブルクの国民投票でも承認された。しかし、2005年5月と6月にフランスとオランダの有権者がこの文書を否決したため、批准プロセスは終了した。
反省の期間を経て、憲法条約に代わるものとしてリスボン条約が制定された。この条約には、もともと憲法条約に盛り込まれていた変更点の多くが含まれていたが、既存の条約の修正案として策定された。2007年12月13日に調印され、リスボン条約は2009年12月1日に発効した。

## 経緯

### 起草
| 「欧州の将来に関するコンベンション」議長 ヴァレリー・ジスカール・デスタン |  | 欧州委員会委員長 ロマーノ・プローディ |
| 「欧州の将来に関するコンベンション」議長 ヴァレリー・ジスカール・デスタン |  | 欧州委員会委員長 ロマーノ・プローディ |

欧州憲法条約はアムステルダム条約とニース条約によって修正された主要な2つの基本条約であるローマ条約（欧州共同体設立条約）とマーストリヒト条約（欧州連合条約）をひとつの条約にまとめるということを原点としていた。近年のヨーロッパの将来に関する協議は、欧州統合の最終的な目標についての議論を求めていたドイツ外相ヨシュカ・フィッシャーによる2000年のベルリンにおける演説により強く後押しされたとされている。
具体的な作業は2001年12月のラーケン宣言を受けて着手され、このとき元フランス大統領ヴァレリー・ジスカール・デスタンを議長とする、欧州憲法条約草案を作成する「欧州の将来に関するコンベンション」が設置された。ジスカール・デスタンはコンベンションの参加者に対して「あなた方が生まれ故郷において馬に乗ったあなたの像を建てることを望むのならば、欧州憲法条約の起草は欠かすことができないことである」と呼びかけたが、このジスカール・デスタンの発言はのちに自らの出身国で草案に対する不支持が明確となったさいに失笑を招くものとなった。そして2003年7月に「欧州のための憲法を制定する条約案」は発表された。
その後欧州委員会委員長ロマーノ・プローディは諸国の統合の深化やより明快な機構モデルを盛り込んだ欧州憲法条約案について支持を表明し、条約を「ペネロペ・プロジェクト」と表現した。
イタリアの議長国任期中における政府間協議で長期にわたった議論ののち、特定多数決方式の枠組みについて対立が起きたが、欧州憲法条約最終草案が2004年6月に取りまとめられた。

### 調印
2004年10月29日、加盟25か国の代表者53名はローマにおいて欧州のための憲法を制定する条約に署名した。多くは元首が指名した首相や外相などの特命全権大使が出席したが、共和制の加盟国は元首である大統領が署名した。

### 批准

加盟国および加盟候補国における批准の状況
承認 - 加盟条約の規定による
承認 - 議会における手続による
承認 - 国民投票の結果による
拒否 - 国民投票の結果による
国民投票実施の無期限延期
国民投票実施の予定なし

憲法の規定および最高裁判所の過去の判決で実施が義務となっているアイルランドを除くほかのほぼすべての加盟国は、政権の支持を受けて議会または高度な政治手続により欧州憲法条約を批准し、また欧州議会も圧倒的多数で承認するはずであった。実際に議会での手続で欧州憲法条約を承認した加盟国の数は多数を占めていた。ところが欧州憲法条約の発効にはすべての加盟国における批准承認が必要とされていた。
最初に国民投票で市民の意見を示そうとしたのはスペインであった。スペインでの国民投票は、投票率は43%にとどまったものの、およそ77%が賛成して批准が承認された。
しかしイギリスでは首相のトニー・ブレアが2004年4月20日に、予想されていなかった国民投票の実施を約束した。これは条約に反対する保守党と賛成の自由民主党がともに国民投票実施に賛成しており、この両党は貴族院において多数を占めていた。そのため貴族院は総選挙後まで批准手続を遅らせることができたのである。もしそうなれば労働党は国民投票実施に反対する唯一の政党という不利な立場で総選挙を迎えるということになりかねなかった。イギリスが国民投票を実施することを決めたことはフランス大統領ジャック・シラクに対する圧力となり、シラクもまたフランスで国民投票の実施を決断することとなった。
2004年10月29日、ローマにおいて欧州憲法条約調印式が行われたが、欧州憲法条約の発効にはすべての加盟国による批准が必要とされた。批准手続は加盟国ごとに、法習慣や憲法上の取り決め、政治過程などによって異なる形式を有している。いくつかの加盟国では議会や国民投票が承認すれば元首も欧州憲法条約承認を求められることになる。しかしドイツでは、議会が批准を承認しても、国民投票を実施せずに批准の手続を行うということに対して裁判所が審議していたため、連邦大統領はただちに批准を承認することはしなかった。スロバキアでも憲法裁判所の要求を受けて、大統領が条約を承認するということが保留されていた。
2005年1月12日、欧州議会は法的効力を持たないものの欧州憲法条約について審議し、賛成500、反対137、棄権40で承認した。
リトアニア、ハンガリー、スロベニア、イタリア、ギリシャ、スロバキア、オーストリア、ドイツ、ラトビア、キプロス、マルタ、ベルギー、エストニア、フィンランドと当時加盟を予定していたブルガリアとルーマニアは欧州憲法条約批准の議会での手続を完了させていた。
25加盟国と2加盟予定国のなかで10か国が欧州憲法条約についての国民投票実施を表明していた。そのうちいくつかは、国民投票の結果に法的拘束力を持たせるとする一方で、オランダなどの一部の国ではあくまでも諮問的なものとするとしていた。このうち5か国での国民投票が実施され、スペイン、ルクセンブルク、ルーマニアでは欧州憲法条約批准が支持されたが、フランスとオランダでは批准が拒否された。オランダの国民投票は法的効力を持たないものであったが、政府は投票結果を受けて欧州憲法条約を批准しないと表明した。
フランスでの国民投票を受けて、一部の加盟国が国民投票の中止または延期を決め、イギリスでは外相ジャック・ストローがフランスとオランダでの結果を受けて国民投票を実施することに「意味がない」と発言した。他方で国民投票の手続を進めた国もあり、ルクセンブルクでは2005年7月10日に実施して僅差ではあったが批准賛成という結果となった。
2005年9月15日、欧州議会議員ヨハネス・フォッゲンフーバー（オーストリア緑の党）とアンドリュー・ダフ（イギリス自由民主党）は次のような行動計画案を提示した。
- 2006年末までに賛否が分かれていない項目（人権憲章、ヨーロッパ規模での市民投票、「議会なしでの法を認めない」原則）のみを盛り込んでいる大幅削減した条約の起草。
- 2009年末までに欧州憲法条約コンベンションによる「支持されている社会制度」と共通外交・安全保障政策についての新たな欧州憲法条約のとりまとめ
- 2009年の欧州議会議員選挙と欧州憲法条約のヨーロッパ規模での市民投票の同時実施

2議員の提案は欧州議会において賛同されず、2006年1月19日には「熟慮期間」中に反対とする国民投票の結果に加盟国が従うということについて意見を保留するという決議が賛成385票、反対125票で採択された。
2007年、加盟国は欧州憲法条約を断念し既存の基本条約を修正することで合意した。2007年6月の欧州理事会の会合で各国首脳は政府間協議に既存の条約（ローマ条約およびマーストリヒト条約）を修正する新条約についての協議を求めることとなった。新条約は2007年末に協議が終了し、リスボンにおいて署名された。署名後、「改革条約」と位置づけられる新条約「リスボン条約」は各国において批准の手続が進められている。

### 各国での批准手続の結果
| 調印国         | 調印国         | 賛否決定日     | 議会                                        | 賛成                     | 反対                     | 棄権                     | 批准書寄託日                                          |
| -------------- | -------------- | -------------- | ------------------------------------------- | ------------------------ | ------------------------ | ------------------------ | ----------------------------------------------------- |
| リトアニア     | リトアニア     | 2004年11月11日 | セイマス                                    | 84                       | 4                        | 3                        | 2004年12月17日                                        |
| ハンガリー     | ハンガリー     | 2004年12月20日 | 国民議会                                    | 323                      | 12                       | 8                        | 2004年12月30日                                        |
| スロベニア     | スロベニア     | 2005年2月1日   | 国民議会                                    | 79                       | 4                        | 0                        | 2005年5月9日                                          |
| イタリア       | イタリア       | 2005年1月25日  | 代議院                                      | 436                      | 28                       | 5                        | 2005年5月25日                                         |
| イタリア       | イタリア       | 2005年4月6日   | 元老院                                      | 217                      | 16                       | 0                        | 2005年5月25日                                         |
| スペイン       | スペイン       | 2005年2月20日  | 国民投票（法的拘束力なし、投票率:42.32%）   | 76.73%                   | 17.24%                   | 6.03%                    | 2005年6月15日                                         |
| スペイン       | スペイン       | 2005年4月28日  | 下院                                        | 311                      | 19                       | 0                        | 2005年6月15日                                         |
| スペイン       | スペイン       | 2005年5月18日  | 上院                                        | 225                      | 6                        | 1                        | 2005年6月15日                                         |
| オーストリア   | オーストリア   | 2005年5月11日  | 国民議会                                    | 挙手による。反対1        | 挙手による。反対1        | 挙手による。反対1        | 2005年6月17日                                         |
| オーストリア   | オーストリア   | 2005年5月25日  | 連邦議会                                    | 挙手による。反対3        | 挙手による。反対3        | 挙手による。反対3        | 2005年6月17日                                         |
| ギリシャ       | ギリシャ       | 2005年4月19日  | ギリシャ議会                                | 268                      | 17                       | 15                       | 2005年7月28日                                         |
| マルタ         | マルタ         | 2005年7月6日   | 代議院                                      | 採決なしで承認           | 採決なしで承認           | 採決なしで承認           | 2005年8月2日                                          |
| キプロス       | キプロス       | 2005年6月30日  | 代議院                                      | 30                       | 19                       | 1                        | 2005年10月6日                                         |
| ラトビア       | ラトビア       | 2005年6月2日   | サエイマ                                    | 71                       | 5                        | 6                        | 2006年1月3日                                          |
| ルクセンブルク | ルクセンブルク | 2005年7月10日  | 国民投票（法的拘束力なし、投票率:87.77%）   | 56.52%                   | 43.48%                   |                          | 2006年1月30日                                         |
| ルクセンブルク | ルクセンブルク | 2005年10月25日 | 代議院                                      | 57                       | 1                        | 0                        | 2006年1月30日                                         |
| ベルギー       | ベルギー       | 2005年4月28日  | 連邦元老院                                  | 54                       | 9                        | 1                        | 2006年6月13日                                         |
| ベルギー       | ベルギー       | 2005年5月19日  | 連邦代議院                                  | 118                      | 18                       | 1                        | 2006年6月13日                                         |
| ベルギー       | ベルギー       | 2005年6月17日  | ブリュッセル首都圏地域議会                  | 70                       | 10                       | 0                        | 2006年6月13日                                         |
| ベルギー       | ベルギー       | 2005年6月20日  | ドイツ語共同体議会                          | 21                       | 2                        | 0                        | 2006年6月13日                                         |
| ベルギー       | ベルギー       | 2005年6月29日  | ワロン地域議会                              | 55                       | 2                        | 0                        | 2006年6月13日                                         |
| ベルギー       | ベルギー       | 2005年7月19日  | フランス語共同体議会                        | 79                       | 0                        | 0                        | 2006年6月13日                                         |
| ベルギー       | ベルギー       | 2006年2月8日   | フランデレン地域議会                        | 84                       | 29                       | 1                        | 2006年6月13日                                         |
| エストニア     | エストニア     | 2006年5月9日   | リーギコグ                                  | 73                       | 1                        | 0                        | 2006年9月26日                                         |
| ブルガリア     | ブルガリア     | 2007年1月1日   | 加盟条約の規定により承認                    | 加盟条約の規定により承認 | 加盟条約の規定により承認 | 加盟条約の規定により承認 | n/a                                                   |
| ルーマニア     | ルーマニア     | 2007年1月1日   | 加盟条約の規定により承認                    | 加盟条約の規定により承認 | 加盟条約の規定により承認 | 加盟条約の規定により承認 | n/a                                                   |
| スロバキア     | スロバキア     | 2005年5月11日  | 国民議会                                    | 116                      | 27                       | 4                        | 保留 大統領の未署名による                             |
| ドイツ         | ドイツ         | 2005年5月12日  | 連邦議会                                    | 569                      | 23                       | 2                        | 保留 連邦憲法裁判所の審議未了により連邦大統領が未署名 |
| ドイツ         | ドイツ         | 2005年5月27日  | 連邦参議院                                  | 66                       | 0                        | 3                        | 保留 連邦憲法裁判所の審議未了により連邦大統領が未署名 |
| フィンランド   | フィンランド   | 2006年12月5日  | エドゥスクンタ                              | 125                      | 39                       | 4                        | 保留                                                  |
|                | オーランド諸島 |                | ラーグティング                              | 中止                     | 中止                     | 中止                     | 保留                                                  |
| フランス       | フランス       | 2005年5月29日  | 国民投票（法的拘束力あり、投票率:69.34%）   | 45.32%                   | 54.68%                   |                          |                                                       |
| フランス       | フランス       |                | 国民議会                                    | 中止                     | 中止                     | 中止                     |                                                       |
| フランス       | フランス       |                | 元老院                                      | 中止                     | 中止                     | 中止                     |                                                       |
| オランダ       | オランダ       | 2005年6月1日   | 国民投票（法的拘束力はない、投票率:63.30%） | 38.46%                   | 61.54%                   |                          |                                                       |
| オランダ       | オランダ       |                | 第二院                                      | 中止                     | 中止                     | 中止                     |                                                       |
| オランダ       | オランダ       |                | 第一院                                      | 中止                     | 中止                     | 中止                     |                                                       |
| チェコ         | チェコ         |                | 国民投票（法的拘束力あり）                  | 中止                     | 中止                     | 中止                     |                                                       |
| チェコ         | チェコ         |                | 代議院                                      | 中止                     | 中止                     | 中止                     |                                                       |
| チェコ         | チェコ         |                | 元老院                                      | 中止                     | 中止                     | 中止                     |                                                       |
| デンマーク     | デンマーク     |                | 国民投票（法的拘束力なし）                  | 中止                     | 中止                     | 中止                     |                                                       |
| デンマーク     | デンマーク     |                | フォルケティング                            | 中止                     | 中止                     | 中止                     |                                                       |
| アイルランド   | アイルランド   |                | 国民投票（法的拘束力あり）                  | 中止                     | 中止                     | 中止                     |                                                       |
| アイルランド   | アイルランド   |                | ドイル・エアラン                            | 中止                     | 中止                     | 中止                     |                                                       |
| アイルランド   | アイルランド   |                | シャナズ・エアラン                          | 中止                     | 中止                     | 中止                     |                                                       |
| ポーランド     | ポーランド     |                | 国民投票（投票率50%超で法的拘束力あり）     | 中止                     | 中止                     | 中止                     |                                                       |
| ポーランド     | ポーランド     |                | 共和国下院                                  | 中止                     | 中止                     | 中止                     |                                                       |
| ポーランド     | ポーランド     |                | 共和国上院                                  | 中止                     | 中止                     | 中止                     |                                                       |
| ポルトガル     | ポルトガル     |                | 国民投票（投票率50%超で法的拘束力あり）     | 中止                     | 中止                     | 中止                     |                                                       |
| ポルトガル     | ポルトガル     |                | 共和国議会                                  | 中止                     | 中止                     | 中止                     |                                                       |
| スウェーデン   | スウェーデン   |                | リクスダーゲン                              | 中止                     | 中止                     | 中止                     |                                                       |
| イギリス       | イギリス       |                | 国民投票 （法的拘束力なし）                 | 中止                     | 中止                     | 中止                     |                                                       |
| イギリス       | イギリス       |                | 庶民院                                      | 中止                     | 中止                     | 中止                     |                                                       |
| イギリス       | イギリス       |                | 貴族院                                      | 中止                     | 中止                     | 中止                     |                                                       |
| 欧州連合       | 欧州連合       | 2005年1月12日  | 欧州議会                                    | 500                      | 137                      | 40                       | n/a                                                   |

### 拒否後
フランスとオランダで拒否されたことにより欧州憲法条約の将来や発効はきわめて不透明なものとなった。欧州憲法条約構想に対する進退が揺らぎ、停滞状態となった。しかしながら欧州憲法条約の発効なしで27か国にまで拡大しても欧州連合は機能しつづけており、その観点からするとニース条約での改革の重要性が際立っている。フランスとオランダでの結果にかかわらずルクセンブルクではかねてより計画されていた国民投票が実施されたが、賛成票が上回ったもののその差が予想に反してわずかであるという結果になった。その後イギリスなどほかの国では国民投票の実施を中止することになった。フランスとオランダで拒絶されるという事態を受けて、そのような政治的状況で欧州憲法条約に対して国民投票で支持を確保できるかということについて日増しに不安が増大していったのである。
フランスでは欧州憲法条約拒否がジャック・シラクにとって屈辱であるとされた。欧州憲法条約はシャルル・パスクワやフィリップ・ド・ヴィリエといった国家主権を擁護しようとする右派や、社会党のローラン・ファビウス、共産党、革命的共産主義者同盟、労働者の闘争党などが集まった反グローバリゼーション運動から反対された。社会党は全党員による内部での投票で賛成することを表明していたが、一部の支持者が第一書記のフランソワ・オランドではなくローラン・ファビウスと行動をともにした。
イギリス首相トニー・ブレアは欧州憲法条約を支持し、イギリスでの国民投票で批准を呼びかけようと動こうとしていた。ところがフランスとオランダでの批准拒否の結果を受けてブレアは2006年2月にオックスフォード大学での演説で次のように述べている。
改革条約が発効に失敗した欧州憲法の打開策として提示された2007年6月の時点で、オーストリア、ベルギー、ブルガリア、キプロス、エストニア、ギリシャ、ハンガリー、イタリア、ラトビア、リトアニア、ルクセンブルク、マルタ、ルーマニア、スロベニアが議会や国民投票などの手続を済ませて欧州憲法条約の批准を完了していた。フィンランド、ドイツ、スロバキアは議会での批准手続を完了させていた。これら以外の加盟国はフランスとオランダでの拒否を受けて批准手続を凍結していた。最終的には18か国が批准書寄託または国内での批准手続を完了させ、7か国が批准手続の無期限延期、2か国が批准拒否という結果になった。

### 修正の模索
フランスとオランダでの欧州憲法条約否決は、両国が欧州連合でも中心的な役割を果たしていると考えられていたことから、ヨーロッパ中に動揺をもたらした。両国で市民の支持を得ることに失敗したことにより欧州憲法条約は再検討を余儀なくされた。
再検討の結果、4つの考え方が提示された。ひとつめとして、事態の収拾のために当面は何もしないというもので、これにはイギリスとドイツが賛成した。次に、反対勢力に欧州憲法条約をそのまま、あるいはほぼ変わらない形で受け入れるよう説得を試みるというもので、当時議長国だったオーストリアがこの案に意欲を示していたがこの案は非現実的であるとされた。3つめとして欧州憲法条約を受け入れやすいように全面的に書き直す案が挙げられたが、1からやり直そうと考える国はなかった。最後に、フランス大統領ジャック・シラクはドイツ連邦首相アンゲラ・メルケルに「ばらばらにする」、つまり欧州憲法条約を消化しやすいものにし手続で賛否が分かれにくくなるような形にすることを提案したが、メルケルはドイツが議長国となる2007年まで待ったほうが良いと判断した。2006年6月にイタリア首相に戻っていたロマーノ・プローディは欧州憲法条約が大幅に改訂されるだろうが、一方で翌年のフランス大統領選挙が終わるまでは保留するべきだと述べた。
アマート・グループは2007年6月4日に現行のマーストリヒト条約の差し替え、現行のローマ条約の修正、欧州連合基本権憲章の法的拘束力の付与を提案した。2007年6月の欧州理事会では欧州憲法の将来について協議され、議長国ドイツは欧州憲法条約に替えて改革条約の採択を提案した。

## 構成
欧州のための憲法を制定する条約は前文、4つの部、附属議定書からなる。
前文
前文は「ヨーロッパの文化的、宗教的、人道的継承物」に言及して「ヨーロッパの市民がますます緊密に結合し、共通の運命を想像することを決意する（一部略）」とうたっている。この前文ではポーランド、イタリア、アイルランドなどのキリスト教に厳格な加盟国からは「神」についての明確な言及が求められていたが、実際には盛り込まれなかった。
第I部 連合の定義と目的
第I部では欧州連合の原則について規定している。つまり連合の定義と目的、権限、民主主義、政治機構、財政についての原則がうたわれている。また近隣との関係や連合の加盟国についても定めがある。ただ第I部ですべてが説明されているものではなく、このあとに続く部の総論を示しているものである。また第I部では連合のシンボルについて定めている。すなわち欧州連合の旗（青地に12個の金色に輝く星）、欧州連合の歌（ルートヴィヒ・ヴァン・ベートーヴェン「歓喜の歌」）、ヨーロッパ・デー（5月9日）、通貨ユーロ、欧州連合の標語 In varietate concordia（多様性における統一）をうたっている。
第II部 基本権および連合における市民権
第II部では欧州連合の市民としての基本権について定めている。1999年から2000年にかけてローマン・ヘルツォークを議長とするコンベンションの下で欧州連合基本権憲章が作成されていたが、従来基本条約として扱われていなかったこの憲章も欧州憲法条約の一部として統合することになった。欧州連合基本権憲章は欧州人権条約に沿った形のものとなっており、基本権の定義のほとんどは欧州人権条約に由来するものである。
第III部 連合の政策と機能
欧州憲法条約でも第III部はもっとも分量があるものになっている。第III部は従来のローマ条約の規定に替わるものであり、内容面の修正のほかに既存の条文の整理を行って条約が見通しやすくなるよう調整・構築されている。また第III部は第I部で示された原理の過程や詳細を規定している。つまり第III部は欧州連合の通常の業務における基本的な規定がまとめられている。
第IV部 一般・最終規定第IV部は正文や改正手続などの最終規定がうたわれている。
附属議定書
附属議定書は欧州憲法条約の一部として扱われる。

### 引用
協議の段階において欧州憲法条約前文の第1文目は次の言葉が用いられていた。
しかし戦史での文脈が曖昧であるため、この言葉を用いることに意見が分かれた。結局政府間協議において欧州憲法条約の最終草案からこの言葉は削除された。

## 機構改革
欧州憲法条約のそもそもの目的は欧州連合の機構体制を改めるということにある。加えて2004年の東方拡大後も欧州連合の行動能力の維持のために連合内部での協力体制を強化することや個々の加盟国の拒否権発動を減らすことや、民主的な関与を深めるために欧州議会の権限を高めることも目的となっている。
欧州憲法条約第I-1条によると、欧州連合の正当性はヨーロッパの市民と加盟国から賦与されるものである。このことを示すのが欧州議会と欧州連合理事会の並存である。すなわち欧州議会が市民による直接選挙で選出されるのに対して、欧州連合理事会は加盟国政府によって構成されるという形で表されているのである。欧州連合の政策執行機関は超国家的な権限を与えられている欧州委員会であり、その委員は欧州理事会が任命し、委員会の人事に対して欧州議会の承認を要する。

### 欧州議会
欧州議会は欧州憲法条約において最も権限が強化された機関のひとつである。第I-20条第1項では欧州議会について、「欧州連合理事会とともに立法を行い、財政についての権限を行使する」としている。立法過程において欧州議会と欧州連合理事会が同等の権限を持つことになる共同決定手続が新たに「正式な立法手続」とされ、従来35の政策分野についてしか用いられなかったのが92分野において用いられることになった。とりわけ共通農業政策と警察・刑事司法協力分野においては欧州議会の扱う権限が高められた。ただしその一方で共通外交・安全保障政策分野については欧州連合理事会が排他的に扱うということに変更が加えられていない。
財政に関しては、欧州議会は新たな権限を与えられた。従来は共通農業政策以外のすべての歳出についての権限が与えられていたが、予算全体の46%を占める農業部門においても欧州議会の関与が認められるようになった。これによって欧州議会は欧州連合の支出すべてについて決定権を握ることになったのである。しかしながら依然として予算総額を独自に増額したり欧州連合としてのあらたな税を導入したりすることはできない。これは歳入についての権限が欧州連合理事会に付与されているためである。
欧州憲法条約では加盟国ごとの欧州議会議員の人数の割当に関する規則について、欧州理事会で決定することとしている。議席配分は逓減比例の原則によって決められており、人口の多い国ではその人口1人当たりの欧州議会議員数が人口の小さい国のそれよりも少なくなっている。全体の定数については、2009年の選挙で選出された欧州議会においては750を下回るようにしなければならないと定められた。
欧州議会における採決方法は欧州憲法条約においても変更がなされなかった。立法、欧州委員会委員長の選任などの通常の採択には投票数の絶対過半数、立法についての第2読会では選任された議員の絶対過半数、欧州委員会に対する不信任決議などの一部の例外では3分の2以上の多数がそれぞれ必要となる。

### 欧州理事会および議長
加盟各国の国家元首または政府の長で構成され、年4回の定期会合を開く欧州理事会は欧州統合を推進する重要な役割を持つとされる機関である。しかしながらこれまで欧州理事会は加盟国の閣僚で構成される欧州連合理事会とは異なり、欧州連合内の基本条約上の機関ではなかった。そこで欧州憲法条約では欧州理事会を正式に欧州連合の機関とすることを定めていた。
欧州憲法条約では、欧州理事会は欧州連合の「推進力」を与え「政治的方向性と優先順位」を定めるが立法的な機能は有さないとしている。欧州理事会の使命は連合の構造調整や、新規加盟、連合における新たな役割についての基本的な決定を行うことである。また欧州理事会は欧州委員会委員長を指名する。欧州理事会は原則として「全員一致」で決定を行う。
欧州憲法条約における重要な変更点は常任の欧州理事会議長を設置することである。議長は欧州理事会の特定多数決で選任され、任期は2年半（再任可能）というものであり、従来の議長国首脳が半年ごとの輪番制で担っていたものを改めることになった。
これにより欧州理事会の活動の効果が向上することになる。従来の「半年間の議長」制は議長の交替ごとに政治方針の重心や考え方が変化することが起こるために不都合であり、また他方で欧州理事会議長は自国の首脳としての役割を同時にこなすために二重の負担となっていた。常任議長のもとでは任期が延長されたことにより、欧州理事会の会合に向けた各国首脳間での効率的かつ継続的な調整を行うことができるようなる。さらに常任議長は欧州連合の主要な機関のひとつとしての欧州理事会の「顔」となり、国際紛争や重要な内部決定などにあたって、メディアや市民に対して欧州連合としての行動についての説明を行う役割を担うことが期待された。
ところが欧州理事会および議長は日常的な政策や立法過程に介入することはできない。これらは欧州委員会、欧州連合理事会、欧州議会がそれぞれ扱うものである。この点については欧州憲法条約の起草段階で、全加盟国首脳が背後にいる欧州理事会議長と欧州委員会委員長とが競合するという批判がなされていた。

### 欧州連合理事会
欧州連合理事会（単に理事会とも）は加盟国の閣僚で構成され、閣僚はそれぞれの担当政策分野ごとの理事会において協議を行う。このため非公式ではあるが「閣僚理事会」とも呼ばれる。理事会の主たる使命は欧州議会と同じく立法を行うことである。原則として欧州議会の発言権が小さい、あるいはまったくない場合には欧州連合理事会では全会一致での採決を要し、共同決定手続においては欧州連合理事会では多数決が用いられる。
欧州憲法条約では後者の方法を通常の立法手続となるため理事会では特定多数決方式による採択が用いられるが、一部の例外的な事案においては個別の加盟国に拒否権が認められる。また安全保障・防衛政策や税制についての事案では全会一致での採択を要する。
欧州理事会と異なり、欧州連合理事会においては半年ごとに議長国が交替する輪番制が維持される。一方で新設される外務理事会は任期5年の連合外相が議長を務める。

#### 特定多数決
欧州憲法条約で大きく変更されたのは欧州連合理事会における採決法である。いわゆる「特定多数決方式」において各国の意思がより反映されるようになり、従来に比べて少数派の意見が重視されるようになった。ニース条約で定められた票数配分は恣意的なものであり、欧州憲法条約では廃止されることになった。ニース条約の下での特定多数決方式では
1. 加盟国の半数以上
2. 全345票中255票以上
3. 賛成に票を投じた国の人口の合計が欧州連合の域内人口の62%以上

のすべてを満たして可決とされていたが、欧州憲法条約ではいわゆる「二重の多数決」の原則により
1. 加盟国の55%以上
2. 賛成に票を投じた国の人口の合計が欧州連合の域内人口の65%以上

の両方を満たして可決となる。
ニース条約では可決のための要件が3つとなっていたが、欧州憲法条約ではそれが支持国数と人口の割合の2つとなった。これについてはまず、二重の多数決は欧州連合が市民と加盟国という「二重の性格 "Doppelcharakter"」（ヨシュカ・フィッシャー）によるものとされている。次に可決阻止少数の要件が難化したことにより意思決定が容易になった。3つめとして力関係に変動を与え、大国と小国は中間的な規模の国が不利となるような影響力を持つようになった。規模の点で不利となる国はオーストリアからスペインの間に位置づけられる国で、とくにスペインとポーランドはニース条約の下での票の割当数は大きな影響力を持っていたが、欧州憲法条約によって両国は反対を押し通すことが困難となった。つまり2007年1月の時点で事案を否決しようとすれば反対が91票以上となればよかったものが（スペインとポーランドであわせて54票を持っていた）、欧州憲法条約の規定では自らと自らに同調する国で計13か国を集めるか、自らを含めて同調する国の人口がおよそ1億7500万人としなければならなくなる（スペインとポーランド両国の人口の合計はおよそ8200万人）。
欧州連合理事会の特定多数決方式は政府間協議の場において主要な議題となっていた。2004年のスペイン総選挙でホセ・マリア・アスナール政権が敗れて親欧州連合派のホセ・ルイス・ロドリゲス・サパテロが首相に就いたことで、この議論は合意にこぎつけることができた。

### 外務理事会・連合外相
欧州憲法条約による変更では外務理事会と連合外相職が新設される。従来加盟国の外相は総務・対外関係理事会において連合の全般的な事案や外交政策について協議してきたが、欧州憲法条約の第I-24条では「総務理事会」と「外務理事会」に分けることを定めた。
総務理事会の議長は従来と同じく議長国の閣僚が半年後との輪番制で務めることになっているが、外務理事会の議長は新設される連合外相が務めることになる。連合外相は任期を5年とし、欧州理事会における特定多数決で任命される。
この変更により、従来行われてきた欧州連合の外交についての調整という問題が解消される。少なくとも相手に通告するということをせずに独断的な決定を行うということが頻繁にあったため、これまで政府間での調整不足がたびたび起こっていた。また欧州連合というひとつの組織の中で共通外交・安全保障政策上級代表、欧州委員会対外関係担当委員、総務・対外関係理事会議長という3つの役職が並立し、それぞれに外交政策についての権限や発言権があるということが状況をよりわかりにくいものとしていた。
連合外相は欧州連合の外交政策における機構間の対立を取り除くために、これら3つの役職を統合して新設されることになる。さらに連合外相は外務理事会の議長、欧州委員会の副委員長・対外関係担当委員も兼ねることになる。この兼務体制により欧州連合の外交政策における難しい調整を牽引することができるとされている。
さらに第III-296条第3項では欧州対外活動局の設置が定められており、欧州対外活動局は連合外相の下に置かれ、加盟国の外務担当機関の権能を奪わないかぎりにおいて協力して任務にあたる。欧州対外活動局は職員と組織の面において既存の欧州委員会の対外関係機関よりも充実したものとなるが、細部の運営にあたっては欧州連合理事会の決議に委ねられている。

### 欧州委員会および委員長
欧州委員会は従来と同じく、調整、執行、運営についての機能を実行する。また例外的な事案を除いては、連合の立法行為は欧州委員会の提案に基づいてのみ採択される。ただし発議権の例外は欧州憲法条約において削減されているため、欧州委員会の機能は強化されることになる。
委員会の任命手続については大きな変更がなされていない。委員会の任期は5年で、欧州議会議員選挙のあとに欧州理事会は新たな欧州委員会委員長を指名し、その委員長案を欧州議会は承認または拒否のいずれかを採択しなければならない。欧州議会が新委員長案を否決した場合は、欧州理事会が改めて新委員長候補を提示することになるが、それにあたって欧州議会が独自に候補を指名することはできない。欧州議会の承認をうけたのち、新委員長は各加盟国から出された意見を考慮して委員会の構成員を指名する。最終的には委員会全体として欧州議会の承認を受けて新委員会の発足となる。任期中に委員長は個別の委員を解任することができるが、欧州議会は不信任決議でもって委員会全体を総辞職させるという方法しか持っていない。
欧州委員会に関連して欧州憲法条約で大きく変更されたのは委員の数の削減である。従来の制度においては各加盟国から1名ずつを欧州委員会の委員としており、2007年の拡大で委員の数は27にまで増加した。ニース条約において各国首脳は加盟国数が25を超えたときには、もはや各国から委員を出す必要はないということで合意していたが、その代替となる具体的な制度が定められていなかった。欧州憲法条約では輪番制を原則とし、委員の数は加盟国数の3分の2とすることが規定された。
とりわけ規模の小さい国にとって委員会の規模を縮小するということは非常に重大であった。欧州連合理事会における多数決についての制度についでこの委員会の削減は政府間協議で大きな争点となった。そのため委員数の削減を実施するのは2014年以降とすることで妥結され、それまでは従来どおり各加盟国から1名ずつ委員を出すことになった。また輪番制の原則についてどのように実施するかということは政府間協議で明確にすることができず、その後の欧州理事会の決定に委ねることとなった。輪番制の原則について定められたのは、加盟国は委員の選出にあたっては「完全に平等なものとして」扱われるが、「将来における歴代の委員会は連合加盟国の人口統計的かつ地理的な幅を満足させるように構成されるものとする」、ということにとどまった。この条文は国の規模の大小、北方・南方、富裕・貧困といった均衡がとられていなければならないと解釈されている。

## 内容面での変更
欧州憲法条約では機構改革のほかに、新たに欧州連合の権限について整備したり加盟国間での協力関係のありかたを構造化したりすることが企図されている。以下はそれらの中でも重要な変更となるものである。

### 権限の定義
欧州連合は原則として基本条約に明文化されている権限しか有さないものとされている（個別授権原則）。従来の基本条約では、そのような権限は特定の条文においてではなく条約全体で記述されていた。このため条約の解釈が困難なものになっており、また詳細な連合の権限の範囲が不明確であった。
欧州憲法条約ではドイツ連邦共和国基本法にならい、連合の権限を体系化した「権限の類型」を盛り込むことでこの問題が解決した。第I-12条では権限を排他的、共有的、支援的なものに区分している。まず排他的権限とは、連合だけが単独で権限を持つものである。つぎに共有的権限とは連合が権限を持つものの、加盟国がその根拠となる法を採択するものであって連合では法を作成し得ないものである。最後に支援的権限とは連合が加盟国の行動を支援、調整、補完するための権限で、連合がそのための立法を行わないものである。このほか国家間の経済・雇用政策や外交・安全保障政策の分野について言及されており、連合は欧州連合理事会における全会一致での採択でもってのみ指針を策定することができるとされている。
第I-13条から17条では、連合が政策分野ごとにどのような権限を持つのかということについてまとめて列挙されている。排他的権限の中には通商政策と関税同盟が挙げられ、つぎに共有的権限では域内市場、農業、エネルギー、運輸、環境、消費者保護を対象としている。最後に支援についての領域には保健、産業、教育、防災が含まれている。

### 連合の目的と価値
欧州憲法条約では欧州連合が総体として義務的に行う活動のための「連合の目的と価値」が第I-2条において以下のように定義されている。
（日本語仮訳）連合は、個人の尊厳、自由、民主主義、平等、法の支配、少数者とされる人々の権利を含む人権の尊重を基礎として成り立つものとする。これらの価値は、多元主義、非差別、寛容、正義、社会連帯、男女同権を特色とする社会にある加盟国すべてに共通するものである。
第I-3条では連合の目的がうたわれており、その中には平和の推進、自由で歪曲のない競争がなされる単一市場の創設、経済成長、価格安定性、社会的市場経済、環境保護、社会正義、文化の多様性、世界規模での貧困の撲滅、国際法の発展が挙げられている。

### 補完性原則
欧州憲法条約の第I-12条において規定された補完性原則と比例原則はすでにマーストリヒト条約においてうたわれていた。補完性原則とは、加盟国の行動目標が中央の次元および地域・地方の次元のいずれにおいても十分に達成できないもので、連合の次元においてならばよりよく達成できるものである場合に限って連合が行動することができるというものである。つまり連合は地方政府や加盟国の中央政府といった下位の次元で適切に実施できないが、欧州連合としてならば十分に実行することができるというような場合にのみ、加盟国の任務を実行することができるのである。このときの「十分」というものは個別の事案ごとに欧州司法裁判所が判断する。
欧州憲法条約で変更された点については補完性および比例原則の適用に関する議定書において詳細が記述されている。補完性の確保のために、とりわけ加盟国の国内議会の権限が強化された。欧州委員会が法案を提出してから6週間以内に国内議会はその法案に対して反対する理由を述べることができる。一院制議会においては2票が、二院制議会においては各院に1票ずつが割り当てられ、全体の3分の1以上が反対とした場合、欧州委員会は法案を再検討しなければならない。欧州委員会は国内議会による反対を拒否することができるが、その場合は理由を挙げなければならない。
最終的に補完性原則を確保する役割を担うのは、従来と同じく欧州司法裁判所である。加盟国あるいは地域委員会は欧州司法裁判所に対して訴訟を提起することができるが、国内議会は自らが提訴することはできず、加盟国政府を通した形で欧州司法裁判所に訴えることになる。

### 強化された協力
欧州憲法条約では第I-44条において「強化された協力」が新たに制度化された。この制度化は、ある行動計画が欧州連合全体として実施することができない場合における複数の一部加盟国での統合の措置と解釈されている。
強化された協力のモデルとなっているのはシェンゲン協定と経済通貨統合であり、これらはほかの欧州連合の統合過程に先駆けて一部の加盟国ですでに実施されているものである。欧州憲法条約でははじめて、必要な場合において欧州連合の統一された法令や基本法の枠組みにおいて実行にずれが出るような統合についての手続が規定された。加盟国の3分の1が集まった場合において、その参加国は自らのみに有効な法令を定め、欧州連合の機関を利用することができるようになった。また強化された協力の新しい特殊形態として第I-41条第6項に規定されている、共通外交・安全保障政策の枠組み内における、恒久的な構造化された協力がある。

### 法人格
従来の基本条約体制において、国際法人格を有していたのは欧州共同体であって、欧州連合には法人格がなかった。そのため欧州共同体は授権された範囲内で法的拘束力を持つ決定を行うことができるが、欧州連合はあくまでも「統括機関」としてしか活動することができなかった。とくに外交政策において国際法人格がなかったために欧州連合は独立した機関として行動することができず、ただ加盟国の集合体というものに過ぎなかった。
欧州憲法条約では欧州連合に法人格が付与されることになっている。これにより欧州連合は国際法の主体として、外務理事会の全会一致での決議がなされた上で国際条約や協定に署名し、また欧州対外関係局を通じて他国との外交関係を構築したり、欧州評議会や国際連合といった国際機関に正式な参加者として加入したりすることができるようになる。

### 欧州連合基本権憲章と欧州人権条約への加入

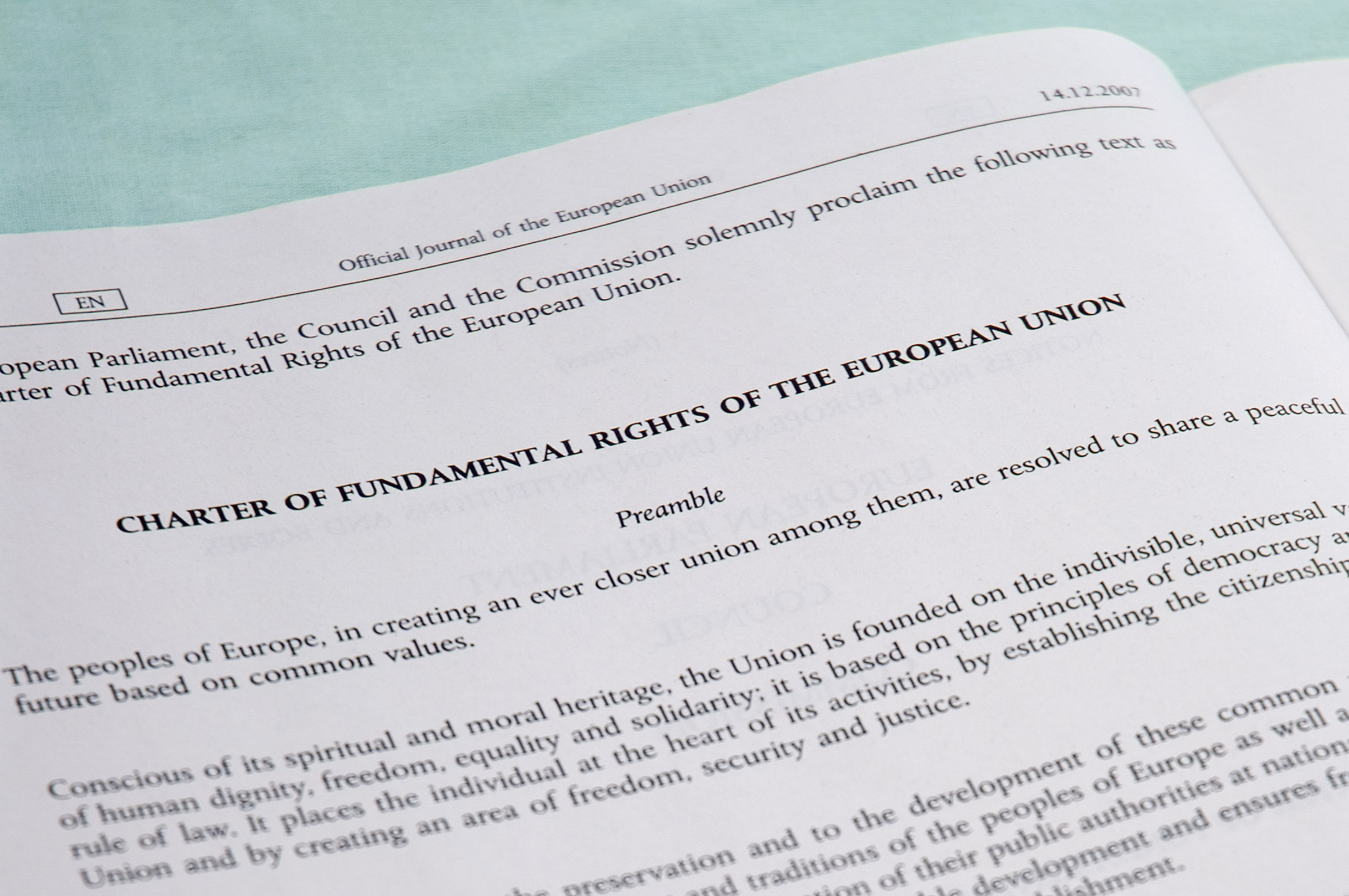
欧州連合基本権憲章

欧州憲法条約で第II部として組み込まれることになる欧州連合基本権憲章において大きな変更がなされることになる。基本権憲章は2000年のニース欧州理事会において採択、公布されたものだが、憲章自体は法的効力を持つものではなかった。
欧州憲法条約によって基本権憲章は欧州連合全体において拘束力を持つものとなる。基本権憲章の内容は人権と基本的自由の保護のための条約（欧州人権条約）にならい、一部は発展させたものとなっており、ドイツ基本法のように基本権を類型化したようなものに近くなっている。ただし第II-113条では「有利性原則」について規定されており、基本権憲章は基本権の障害となることがあってはならないとしている。つまり基本権憲章と加盟国の憲法のようなほかの基本権類型を定めたものとが競合する場合、原則としてそのいずれかのうちでより有利な規定が適用されることになる。
欧州憲法条約第I-9条第2項では欧州人権条約への欧州連合の加入が企図されている。欧州人権条約の加入については、とりわけ欧州評議会の考え方に関連して連合の政治的価値の定義に言及した1961年のビルケルバッハ報告以来数十年にわたって議論されてきたが、その間欧州人権条約に加入することはなかった。もっとも欧州連合が欧州人権条約に加入するには、欧州憲法条約によって付与されることになる独自の法人格が必要である。
また欧州連合が人権条約に加入するには、人権条約の第59条第1項の欧州評議会の加盟国にのみ開放されているという規定を修正する必要がある。この修正は人権条約の第14議定書でなされることになっているが、ロシアが批准を完了していないために議定書はいまだ発効していない。
結局のところ欧州連合が欧州人権条約に加入しようとするには特別な国際条約についての協議がなされなければならず、またそのためには欧州連合理事会において加盟国が全会一致で批准を決議しなければならない。最終的に欧州憲法条約が発効してもそれぞれの加盟国が具体的な加入条件に反対することができるため、加盟国は欧州連合が欧州人権条約に加入することについての拒否権を持つことになる。

### 市民による請願
直接民主的な要素の追加点として、第I-47条第4項においてヨーロッパ規模での市民の請願についての規定が導入された。これにより欧州委員会に対して特定の問題について適切な法案を提出するよう求めることができるようになる。請願を提出するには100万人の署名が必要である（国の数についての要件は事後に法令を制定する）。市民の請願が提出された場合、欧州委員会は自らの権限の範囲内において行動することができる。ただし欧州連合の枠組みを越えた権限の拡張は認められない。

### 任意脱退・加盟要件
欧州憲法条約第I-60条では加盟国の任意の脱退について規定され、これにより従来は明文化されていなかった脱退が可能かどうかについてのあいまいな状態が解決されることになった。
加えて欧州憲法条約では厳格な加盟基準による要件が盛り込まれた。第I-58条によると将来において加盟を希望する国は欧州連合の価値（民主主義、人権、法の支配など）を「尊重し、その価値をともに実現させていくことを確約」しなければならない。これに対してニース条約による修正がなされたマーストリヒト条約の第49条によると、「（欧州連合の）原理を尊重するどのような国」ならば加盟を申請することができるとされている。つまり原理の推進についての明確な義務が含まれていないのである。

### 連合強制
欧州憲法条約では、ある加盟国においてその国の政治が連合の価値（民主主義、法の支配、人権など）に合致しないという場合についての規定が新設されている。第I-59条では当事国以外のすべての加盟国と欧州議会の3分の2による採択により、当事国の投票資格を停止することができると定めている。
ドイツ基本法の連邦強制 (Bundeszwang) にちなんで、この手続は俗に「連合強制」 (Unionzwang) と呼ばれることがある。ところがこの比喩的表現は誤解を招きかねないものである。ドイツの連邦強制は連邦のために連邦州に対する権限を与えるものであるが（とりわけ連邦州の官庁に対する命令権がある）、欧州連合の「連合強制」では新たな権限を付与するというものではなく、ただ加盟国の既存の権限を停止するというものである。

### 連合のシンボル
欧州憲法条約でのさまざまな変更のなかでも特筆されるのは連合のシンボルである。欧州連合のシンボル（欧州旗、欧州の歌、ヨーロッパ・デー、欧州連合の標語、通貨ユーロ）について第I-8条で規定され、欧州連合の基本条約において初めて正式に明記されることになった。さらに欧州連合の法についての概念も改められ、規則や指令といった特殊な表現に替えて欧州法や欧州枠組法といったものが用いられることになった。

## 争点
欧州憲法条約はさまざまな政治的立場との間で衝突しており、とくに加盟国の市民の間では批判が増加していた。批判にはさまざまな要素が含まれており、正当性から条約の名称といったものまで多岐にわたっている。

### 長大・複雑
批判の中には欧州憲法条約が現行の国内憲法と比較して長大で複雑であるということを強調するものがある。例を挙げると、アメリカ合衆国憲法が4600語であるのに対して欧州憲法条約は附属の宣言書や議定書を含めて16万語にも及んでいる。さらに条文もきわめて複雑で、そのために欧州憲法条約の内容を解説するための本が出版されているほどである。
これに対して欧州憲法条約を支持する立場からは、新条約は廃止されることになる従来の基本条約よりも短くなると反論している。

### 批准手続に対する批判
「欧州の将来に関するコンベンション」に対して、通常の民主的な国家とは異なり、参加者が選挙で選ばれたり承認されていたりしていない点について批判がある。コンベンションには見かけだけの透明性しかないというものである。公の会議であるにもかかわらず何らかの決定も行っておらず、また議事の記録も残されていない。ルクセンブルク首相ジャン＝クロード・ユンケルは「コンベンションは壮大な民主主義ショーと宣伝されることになるだろう。私はコンベンションよりも暗い暗室は見たことがない」と述べている。
国民投票の実施と議会での批准採択の時間に差があることにより、最も都合の良い時期に批准することが可能である。これはすなわち国民投票の結果を欧州憲法条約支持側の都合に合わせて操作することができるということを意味する。また国民投票で先に結果を出しておくことで議会に対して圧力をかけることができる。例を挙げると、世論調査や試験投票で賛成が多かったことを受けて早い時期に国民投票を実施したスペインや、直前のドイツの議会における批准手続の結果を「必要推進力 (poussée nécessaire)」として臨んだフランスの国民投票などがある。
ドイツでは国民投票を実施せず早期に批准したことにより、批准への影響を及ぼしかねないような欧州憲法条約への批判の形成や本格的な議論が阻止された。
欧州憲法条約の賛成派と反対派とのあいだで資金面での後援やメディアでの露出に大きな差があったが、このことはすべての加盟国において批判の対象にはなっていなかった。フランスでは賛成派がメディアにおいて明らかに多くの放送時間を得ていた。またドイツでは欧州憲法条約の内容についての公開討論会がほとんど行われていなかった。

### 憲法という名称に対する批判

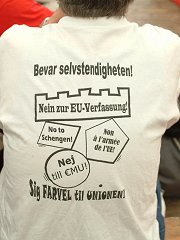
欧州憲法条約、ユーロ、移動の自由（シェンゲン協定）、国家の権限削減に対しての反対を複数の言語で表している

法の中でも最高位のもので「啓蒙という意味における社会契約」である「憲法」という名称を用いることにより、欧州憲法条約がニース条約といったこれまでの基本条約の流れをくむものではなく、新しいものであるということを示唆している。条約であればその構成概念は目的のための手段（いわば目的規範）となるが、憲法という名称を用いると定義上、その構成概念が自己目的となる（いわば価値共同体。公共性に基づく社会）。ところが欧州憲法条約では欧州連合の内部における公共性（ヨーロッパのアイデンティティ）ではなく、市場や通貨圏といった目的を定義するものとなっている。
欧州憲法条約について批判する論拠は欧州連合の民主性についての構造にあり、ギュンター・フェアホイゲンは「欧州連合がわれわれに参加を求めるならば、それは民主的に不十分だといわなければならないだろう」と述べている。民主的に不十分であるというものの具体例には以下のようなものがある。
- 欧州議会の権限が相対的に制限されている
  - 欧州議会は法案を提出することができない。
  - 欧州議会は行政機関の構成員（欧州委員会委員）を選出できず、機関全体を承認または拒否し、あるいは不信任を表明することしかできない。
- 欧州連合理事会の透明性の低さ
  - 欧州連合理事会の会合の大多数は非公開で行われており、ただ議論をせず投票で採決を行うような大規模な会合においてはブリュッセルの議場からモニター越しに様子を見ることができるのみである。
  - 採択についての欧州連合理事会の文書は内部で厳重に保管されている。

他方でこの批判は「条約」と「憲法」という概念についての（それぞれの言語において）主観的に知覚される言語表現の内容、つまり内包的意味と外延的意味によるものである。マーストリヒト条約やその後の基本条約は法律的な意味において、字義とは異なり、欧州連合の憲法である。そのために欧州司法裁判所や法律家は「ヨーロッパの憲法的条約」と表現する。どのような名称（「憲法」や「基本法」といった名称のものや、あるいはイギリスのように不文法や名称がないような「議会制定法や慣習法」）であろうが、どのような機関（国家、団体、国際・超国家機関など）に適用されていようが、そのようなものには関係なく法学的な視点からすれば憲法は歴史的に法秩序における最初の法、つまり法を策定する過程において最初の段階であることにほかならない。
本条約で「憲法を制定する条約」という表現が使われている理由には以下のようなものが挙げられる。
- 本条約により従来のすべての基本条約と置き換える。
- 欧州連合規則を採択するための要件を大幅に削減し、本条約が第1次法となる。
- 「憲法」という名称は、従来は明らかに国民国家が独占してきた経済的・戦略的利益を条約の目的とし、第二次世界大戦後（あるいはそれ以前）の平和主義者、国際主義者、左派、世界市民などによって展開された統合ヨーロッパの理念を次第に実現しようとする、未来に向けた努力を示唆している。
- 広く言われる「ヨーロッパのアイデンティティ」の「欠如」というものは、「憲法」において欠かせない部分を定義すれば不足というものではない。「多様性における統一」という多元主義のアプローチはまさに、「アイデンティティ」の観念の明記をあきらめた欧州憲法条約が指向するものを示している。必要な価値観念の調整を強制し、他の存在としての物質的な価値秩序の相違を除去しなければならないアイデンティティの概念に対して、社会的制御装置である組織体制の統制を制限するような憲法概念が定められなければならない。
- 法学上厳密に見ると「条約」であろうが「憲法」であろうが、加盟国の国内法に対する欧州連合の法令の合法性が変わることはまったくない。

### 条約の内容に対する批判
欧州憲法条約の内容に対してはさまざまな組織、団体、政治家が激しく批判している。

#### 左翼団体からの批判
批判でも多くを占めるのが、欧州憲法条約は社会の利益や民主主義に反し、軍事化を進めるというものである。
また基本権憲章における社会権はただ単に一般的な原則とみなされているものに過ぎない、つまり発効しても裁判で主張できたり法的な拘束力を持っていたりするようなものではないため、基本権憲章自体やそのあとの部で具体的に規定されている。最重要である労働者の権利は実際には域内における国境を越えて行使できるようなものではない。確かに第III部第3章第2節（社会政策）の第III-210条第1項には以下のように規定されている。
- (d) 雇用契約が終了した労働者の保護
- (f) 共同決定を含む労使の利益の代表と集団的防衛

しかし同条の第6項において、同条は賃金、団結権、ストライキ権、ロックアウト権については適用しないとしている。第1項の (d) と (f) は規則や指令、あるいは欧州司法裁判所の判断によって初めて有効となり、第III-211条、212条で連合全体として対応することになる。
欧州憲法条約では、意思決定や法案作成について欧州議会と欧州理事会や欧州委員会の間での権限の関係が変更されておらず、民主的参加の機会や連合における確固とした権力分立の導入が軽視されている。
第III-304条では、欧州議会は連合の軍事行動について質問を行うことを認めているが、決定を行うことはできない。このことから、外交・安全保障分野における欧州議会の位置づけにより連合の軍事化が進められているということが第3の批判となっている。
ニース条約では欧州連合の基金を軍事目的で使用することを明確に禁止していたが、欧州憲法条約では連合の軍事的選択権が財政の面においても保障されている。
第I-6条では、連合の法律は加盟国内の法律に優先するということが定められている。ドイツ基本法では侵略戦争を禁止し、そのような行為は処罰される。欧州憲法では第I-41条において連合の軍事的な統制についてうたい、軍事機関（「防衛能力、研究、調達、軍備の分野における発展のための機関：欧州防衛機関」）と中核ヨーロッパの概念（「常設の制度的協力」）を持つ適切な機構の構築を定めている。さらに軍事力の向上についての加盟国の義務（第I-41条第3項）と連合の軍事的使命の拡張、軍事行動の要件緩和（個別の加盟国および連合の防衛にとどまらず、原材料や軍事市場といった権益が絡むものも対象とする）に対して批判されている。
第III-376条では欧州司法裁判所は連合の軍事行動について管轄しないということが定められている。
さらに第III-177条で規定されている開放的な自由競争市場経済の原則についても、新自由主義的な経済政策に委ねるものだという批判がある。開放的自由競争市場経済政策や第I-3条第3項にある経済成長は欧州憲法条約の目的として受け止められている。そのため欧州憲法条約は社会福祉、環境保護、労働政策と激しく競合するということができる。しかしながらこれについては欧州共同体の時代から経済を通じて加盟国の統合が図られてきており、第III-177条は従来の条約を書き写したものに過ぎないという反論が可能である。
域内市場におけるサービスに関する指令や生産・販売国法適用原則といった規定は欧州憲法条約に根拠を求めることができるが、このような規定は賃金、社会保障、品質管理、労働安全衛生の面でも競争を引き起こすことになる。そのうえこれらの基準を満たす企業は競争に持ちこたえられなくなり、その結果として自由市場は競争の歪みをもたらすことになる。つまりある国においてその国の労働者は低賃金・高物価についていけず、企業の対応もままならずさらなる失業につながっていき、ついには賃金、品質水準、社会水準が連合内での最低のところにまで低下していくことになるというものである。
また財産権に対する公共の福祉による制限に相当する規定がないことも批判されている。これについて欧州憲法条約の賛成派は、第II-77条第1項と第I-3条第3項はともに連合の社会的目標をうたっており、これらの規定から制限を導き出すことができるという意見を持っている。

#### リベラル派団体からの批判
リベラル派団体からは欧州議会の権限が不足しているという点からの批判がなされている。
またリベラル派の観点からは、欧州憲法条約において市民権が制限されているという批判がなされる。確かに子供の権利については触れられているが、欧州憲法条約では保護の対象としてしか挙げられていない。若者（あるいは子供）の政治参加を認めていないというものである。
リベラル派の一部には欧州憲法条約が長大すぎることについて批判しているものがいる。いわゆる「規制の狂乱」という批判が認められなかったのである。憲法というものは枠組みだけを提示するべきで、細部すべてにまで定める必要はないという考え方によるものである。
一方でリベラル派の意見による「開放的な自由競争市場」については、社会的な要請により抑えられている。

#### 保守・教会派からの批判
保守派からは欧州憲法条約にキリスト教の根底的要素についての言及がないことについての批判が大きくなっていた。この批判はバチカンだけでなく、ポーランドなどカトリックの多くの地域から出された。またローマ＝カトリック教会のほかにドイツ福音教会も欧州憲法条約で神について言及するよう求めた。ドイツ福音教会は、欧州憲法条約において「神に対する責任とユダヤ＝キリストの伝統の意義について明確に示す」という立場を変えることはなかった。ところがドイツ連邦首相アンゲラ・メルケルは欧州憲法条約において神についての言及がなされるという見込みはないと述べている。
さらに、保守的な欧州懐疑派からは国民国家の主権性やトルコなどの新規加盟について疑問が呈され、地域の慣習が失われるのではないかと危惧する見方が出されている。また基本権憲章に対して保守派団体から批判が出されている。第II-75条にある労働の自由について、キリスト教社会同盟系の団体が東ドイツの名残だと評している。

### 批判者
欧州憲法条約に対して批判的な立場をとっているとして知られている人物には、哲学者ジャン・ボードリヤール、キリスト教社会同盟所属議員ペーター・ガウヴァイラー、左翼党議員団長オスカー・ラフォンテーヌ、チェコ大統領ヴァーツラフ・クラウスがいる。

### 政党・市民団体からの批判
左翼党は欧州憲法条約について新自由主義的で軍事拡張を義務としている条約であるとみなしている。
市民運動団体 "Mehr Demokratie"（直訳：もっと民主主義を）は批准手続について民主的ではなく、また投票結果が操作されやすいと非難し、また欧州憲法条約の権力分立が不十分で、外交・安全保障政策の分野において民主的な土台がなく、政策決定の大部分が固定化されていると批判している。
非政府組織ATTACが反対したおもな理由には、軍事拡張を推し進める性格、新自由主義、経済的なものも含めたヨーロッパの利益の実現のための対外派兵と民主的原則の欠ける駐留の可能性が挙げられる。